# Iglesia de San Cosme y San Damián (Encío)
La iglesia de San Cosme y San Damián en la localidad de Encío (provincia de Burgos, comunidad autónoma de Castilla y León, España) es un templo católico de estilo románico que data de los siglos XII y XIII.
Pertenece a la Diócesis de Burgos y fue declarada B.I.C. en el año 1983. Pero a comienzos del siglo XXI, el estado en que se encuentra es de abandono, y sometida a pillaje, por lo que llegado al punto donde había peligro de derumbamiento de ábside, además de una gran grieta del lienzo meridional de la cabecera, la Junta de Castilla y León destinó 74 455 euros en el año 2005 para la restauración de sus pinturas murales y la recuperación de la cubierta de este templo.

## Descripción

### Exterior

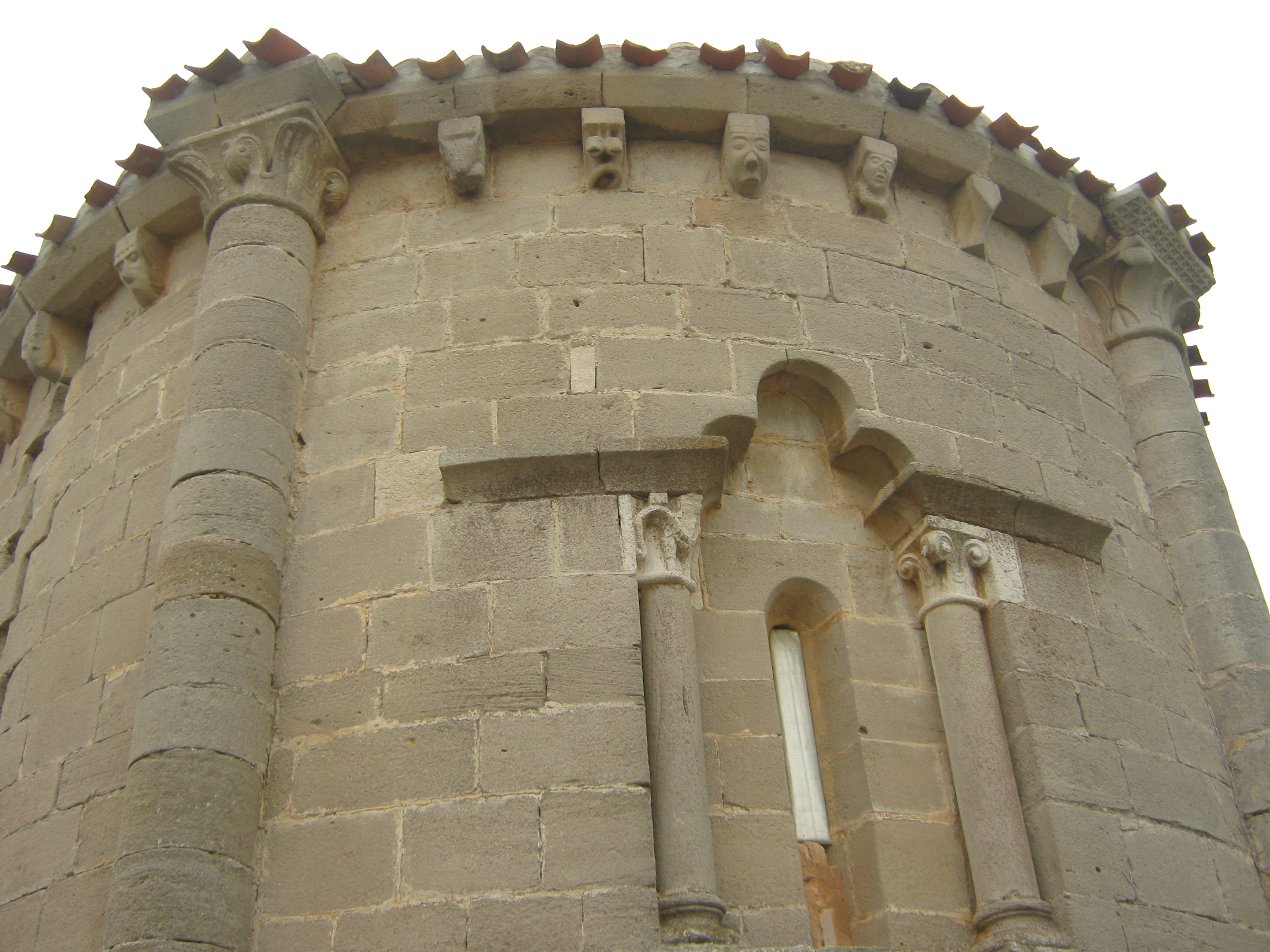
Ábside.

De este templo es reseñable su ábside con sus canecillos en la cornisa, en el tramo central tiene una ventana con arco trilobulado en la ventana apoyado por dos columnas con fustes.
La portada, que ya perdió las arquivoltas, destaca los capiteles unos los de la derecha deteriorados y otros del lado opuesto son visibles.

### Interior
Posee pinturas murales, que se encuentran deterioradas, y algunos escudos heráldicos que pueden pertenezcan a la familia de los Encío o López de Encío.

## Conservación
Dado su estado de abandono, figura en la Lista roja de patrimonio en peligro, que la asociación Hispania Nostra empezó a elaborar en el año 2006.